# ヒー・フェルホフスタット
ヒー・モーリス・マリ・ルイーズ・フェルホフスタット（Guy Maurice Marie Louise Verhofstadt オランダ語: [ˈɣiː vərˈɦɔfstɑt] ( 音声ファイル) フランス語: [ɡi vəʁɔfstad]、1953年4月11日 - ）は、ベルギーの政治家。第64代ベルギー首相を務めた。

## 来歴
1953年4月11日にオースト＝フランデレン州デンデルモンデに誕生する。ヘントで法律の勉強をしている間にフランデレン自由学生連合（1972 - 1974）の代表者となる。1992年に自由党の党員となり、1997年に党首になった。何度も危機に襲われながら、9年間に渡る長期政権を維持した。2003年のイラク戦争開戦の際にはフランス・ドイツと歩調を合わせた。2007年6月10日の総選挙で敗北し、翌11日に国王アルベール2世に対して辞意を表明したが、ワロン地域とフランデレン地域の対立から後任の首相が決まらず、2008年3月20日まで政権を維持した。

## 欧州議会
2009年欧州議会議員選挙で当選し、活動の場を欧州議会に移した。また7月1日には、欧州議会で所属する欧州自由民主同盟の会派代表に選出され、2019年まで務めた。